# Sigvard Eklund
Sigvard Arne Eklund (Kiruna, 19 de junio de 1911-Viena, 30 de enero de 2000) fue director general del Organismo Internacional de Energía Atómica desde 1961 hasta 1981.

## Carrera
Eklund nació en Kiruna, Provincia de Norrbotten, Suecia, hijo del conductor de tren Severin Eklund y su esposa Vilhelmina (de soltera Pettersson). Eklund obtuvo su título de Máster en Ciencias en 1936, un Licenciado en Filosofía (fil.lic.) en 1941 y un Doctorado en Filosofía (fil.dr.) de la Universidad de Uppsala en 1946. Fue Docente en física nuclear en el Real Instituto de Tecnología y empleado del Instituto de Física de la Real Academia de Ciencias de Suecia (Vetenskapsakademiens forskningsinstitut för fysik) desde 1937 hasta 1945. Eklund fue profesor asociado ("laborator") en el Instituto Nacional de Investigación de Defensa de Suecia (FOA) desde 1945 hasta 1950 y se convirtió en director de investigación en la Compañía Sueca de Energía Atómica (AB Atomenergi, Estocolmo) en 1950. Se convirtió en director técnico allí en 1957 y lideró el esfuerzo para construir el primer reactor de investigación de Suecia, R1.
En 1957, fue Secretario General de la Segunda Conferencia Internacional de las Naciones Unidas sobre los Usos Pacíficos de la Energía Atómica. Fue nombrado director general del Organismo Internacional de Energía Atómica en 1961. Eklund fue reelegido cuatro veces más en 1965, 1969, 1974 y 1977, ocupando el cargo durante veinte años consecutivos hasta su retiro y fue nombrado director general Emérito.
Eklund se convirtió en miembro de la Comisión Nacional de Física de Suecia (Svenska nationalkommissionen för fysik) en 1947 y miembro de la Real Academia Sueca de Ciencias de la Ingeniería en 1953. Se convirtió en doctor honorario en Graz en 1968, en Kraków en 1971 y en Bucarest en 1971. Eklund se convirtió en miembro de la Real Academia Sueca de Ciencias en 1972 y doctor honorario en tecnología en la Universidad Tecnológica de Chalmers en 1974 y en la Universidad de Columbia en 1977. Se convirtió en doctor honorario en Moscú en 1977 y en Buenos Aires en 1977. Eklund se convirtió en doctor honorario en tecnología en Budapest en 1977, senador honorario en la Universidad de Viena en 1977, doctor honorario en tecnología en Dresde en 1978, en la Universidad Yonsei en Seúl en 1978, en la Universidad Nacional Agraria en Perú en 1979 y en el Real Instituto de Tecnología en Estocolmo en 1980. Eklund se convirtió en miembro de la Academia Nacional de Ingeniería de Estados Unidos en 1979.
Recibió el premio estadounidense Atoms for Peace Award en 1968.

## Vida personal
En 1941 se casó con la profesora adjunta Anna-Greta Johansson (nacida en 1915), hija del comerciante Algot Johansson y su esposa Ester (de soltera Sundkvist). Después de retirarse, Eklund residió en Viena, Austria hasta su muerte en 2000.